# Rugged Islands
Die Rugged Islands sind eine Inselgruppe nordwestlich von Stewart Island und südlich der Südinsel von Neuseeland.

## Geographie
Die Inselgruppe besteht aus zwei Inseln und ca. 14 kleineren Felseninsel. Die Gruppe erstreckt sich über eine Seefläche von rund 1,8 km² und einer Länge von rund 2,2 km. Die mit rund 8 Hektar Fläche zweitgrößte Insel liegt lediglich 230 m von der Küste von Stewart Island entfernt. Ihr folgt nach rund 125 m in nordwestlicher Richtung die größte Insel der Gruppe, die eine Fläche von 27,4 Hektar aufzuweisen hat. Die in gleicher Richtung nachfolgenden kleinen Felseninseln kommen zusammen auf eine Fläche von rund 3,0 Hektar.
Rund 14 km südwestlich befindet sich die bis zu 250 m hohe und knapp 14 km² große Insel Codfish Island / Whenua Hou.